# Halîna Pundîk
Halîna Pundîk (ucraineană Галина Пундик) (n. 7 noiembrie 1987, Ciotîrbokî, Raionul Șepetivka, Hmelnîțkîi, RSS Ucraineană, URSS) este o scrimeră ucraineană specializată pe sabie, laureată cu aur pe echipe la Jocurile Olimpice de vară din 2008 de la Beijing. Este dublă campioană mondială în 2009 și în 2013, iar dublă campioană europeană pe echipe în 2009 și în 2010.
Fratele său cel mai mic Dmîtro este și el un scrimer de performanță. Logodnicul său, William Boe-Wiegaard, este un jucător de tenis.

## Legături externe
Materiale media legate de Halîna Pundîk la Wikimedia Commons
- Prezentare Arhivat în 16 decembrie 2014, la Wayback Machine. la Confederația Europeană de Scrimă
- en Halîna Pundîk la Olympedia.org